# (4781) Sládkovič
(4781) Sládkovič es un asteroide perteneciente al cinturón de asteroides, descubierto el 3 de octubre de 1980 por Zdeňka Vávrová desde el Observatorio Kleť, České Budějovice, República Checa.

## Designación y nombre
Designado provisionalmente como 1980 TP. Fue nombrado Sládkovič en honor al poeta eslovaco Andrej Sládkovič, autor del poema "Marina".

## Características orbitales
Sládkovič está situado a una distancia media del Sol de 2,156 ua, pudiendo alejarse hasta 2,566 ua y acercarse hasta 1,746 ua. Su excentricidad es 0,190 y la inclinación orbital 1,674 grados. Emplea 1156 días en completar una órbita alrededor del Sol.

## Características físicas
La magnitud absoluta de Sládkovič es 14,2. Tiene 3,915 km de diámetro y su albedo se estima en 0,167.